# William Palliser
 Der er flere personer med dette navn, se William Palliser (biskop).
Sir William Palliser (født 18. juni 1830 i Dublin, død 4. februar 1882) var en engelsk kavalerimajor, artilleritekniker og politiker, broder til John Palliser.

## Uddannelse
Palliser var den fjerde ud af otte sønner af oberstløjtnant Wray Bury Palliser (1788–1862) fra Derryluskan, County Tipperary; hans moder var Anne Gledstanes, en datter af John Gledstanes fra Annesgift, County Tipperary. Efter at have gennemgået Rugby School fik han sin uddannelse først på Trinity College, Dublin, hvor han blev immatrikuleret 1849, og siden på Trinity Hall, Cambridge, hvor han immatrikuleredes 1851. Siden gik han på Staff College ved Royal Military Academy Sandhurst.

## Karriere
Palliser blev et medlem af Inner Temple i 1854 og fik dermed lov at optræde som sagfører. Hans egentlige karriere var dog af militær karakter: I 1855 blev han fænrik i Rifle Brigade, blev løjtnant senere samme år og blev i 1857 våbeninstruktør. Under Krimkrigen var han aktiv efter Sebastopols fald,, blev i 1858 forsat til de 18th Light Dragoons, blev kaptajn i 1859 og major 1864. I 1871 forlod han British Army efter syv år med halv aflønning. Ikke desto mindre blev Palliser i 1875 oberstløjtnant i 2nd Middlesex Artillery Volunteers.

## Anden virksomhed
Palliser var involveret i byggemodningen af Barons Court i London, som efter hans død indgik i Queen's Club. I 1870 var Palliser en af to direktører for The Land and Sea Telegraph Construction Company Ltd., som da var under konkursbehandling; den anden direktør var Augustus Anson. Palliser boede da "No. 126 Belgrave-road, Pimlico."
I 1868 blev Palliser Companion of the Order of the Bath, og i 1873 blev han slået til ridder af dronning Victoria i Osborne House.
Palliser var medlem af Underhuset for Taunton-valgkredsen fra 1880 til sin død. Han var konservativ.

## Opfinder
Palliser opfandt 1860 de såkaldte hårdtstøbte projektiler ("Palliser shot"), der fremstilledes ved, at særlig godt råjern blev støbt i kokiller, hvorved de opnåede en meget hård overflade (se hårdtstøbt jern). Projektilerne var enten massive eller forsynede med et mindre hulrum bagtil, i hvilket anbragtes en sprængladning. De benyttedes til skydning imod panserplader og havde en ikke ringe betydning i disses første tid, fordi de var langt billigere end stålprojektiler; de fremstilledes i stor mængde og fortrinlig kvalitet af det tyske firma Gruson i Magdeburg. Efterhånden som panserpladernes modstandsevne voksede, og omkostningen ved fremstilling af stålprojektiler formindskedes, tabte de hårdtstøbte projektiler i betydning, og de må nu betragtes som forældede, selv om de endnu fra gammel tid indgår i enkelte staters ammunitionsbeholdninger.
I 1854 fik han patent på opfindelsen af "improvements in projectiles for fire-arms and ordnance generally". Han blev da omtalt som "William Palliser, of Comragh in the county of Waterford, Esquire".
Palliser patenterede 21 våbenrelaterede opfindelser. Han fandt på en teknik, hvorved mange af de britiske forældede glatløbede forladevåben kunne omdannes til mere moderne rillede våben.